# Diocese de Morón
A Diocese de Morón (em latim: Dioecesis Moronensis) é uma diocese localizada na cidade de Morón, pertencente á Arquidiocese de Buenos Aires na Argentina. Foi fundada em 11 de fevereiro de 1957 pelo Papa Pio XII. Com uma população católica de 688.110 habitantes, sendo 90,6% da população total, possui 53 paróquias com dados de 2017.

## História
Ao longo do tempo a diocese sofreu várias mudanças territoriais. 
- 11 de fevereiro de 1957 - Estabelecida a diocese de Morón
- 10 de abril de 1961 - Perdeu território para a instalação da Diocese de San Martín
- 18 de julho de 1969 - Perdeu território para a instalação da Diocese de San Justo
- 13 de maio de 1997 - Perdeu território para a instalação da Diocese de Merlo-Moreno

## Lista de bispos
A seguir uma lista de bispos desde a criação da diocese. 
|                 | Nome                      | Período   | Notas                         |
| Bispos          | Bispos                    | Bispos    | Bispos                        |
| --------------- | ------------------------- | --------- | ----------------------------- |
| 5º              | Alejandro Pablo Benna     | 2025-     | Atual                         |
| 4º              | Jorge Vázquez             | 2017-2025 |                               |
| 3º              | Luis Guillermo Eichhorn   | 2004–2017 |                               |
| 2º              | Justo Oscar Laguna        | 1980-2004 |                               |
| 1º              | Miguel Raspanti, S.D.B.   | 1957-1980 |                               |
| Bispo-coadjutor |                           |           |                               |
|                 | Jorge Vázquez             | 2017      |                               |
| Bispo-auxiliar  |                           |           |                               |
|                 | Fernando María Bargalló   | 1994-1997 | Nomeado Bispo de Merlo-Moreno |
|                 | Carlos Walter Galán Barry | 1981-1991 | Nomeado Arcebispo de La Plata |